# Meghan Lisenby
Meghan Lisenby (* 21. Dezember 1992 als Meghan Streight) ist eine ehemalige US-amerikanische Fußballspielerin.

## Karriere
Während ihres Studiums an der Texas A&M University lief Lisenby von 2011 bis 2014 für das dortige Hochschulteam der Texas A&M Aggies auf. Anfang 2015 wurde sie beim College-Draft der NWSL in der zweiten Runde an Position 16 vom FC Kansas City verpflichtet, allerdings noch vor Saisonbeginn wieder freigestellt. Ende April 2015 wurde Lisenby jedoch wiederum zusammen mit Caroline Kastor als Amateurspielerin in das Aufgebot des FC Kansas City berufen und debütierte am 2. Mai bei einem 2:0-Auswärtssieg gegen die Houston Dash als Einwechselspielerin für Erika Tymrak. Nach dem Titelgewinn 2015 beendete Lisenby ihre Karriere.

## Erfolge
- 2015: Meister der NWSL (FC Kansas City)